# Хага (дворец)
Хага (швед. Haga slott) — усадебный дом в поместье Хага близ Стокгольма, выстроенный в 1802—1805 годах. Кристофером Гьорвеллем для размещения детей шведского короля Густава IV Адольфа. За образец была выбрана вилла балетмейстера поблизости Дроттнингхольма.

## История

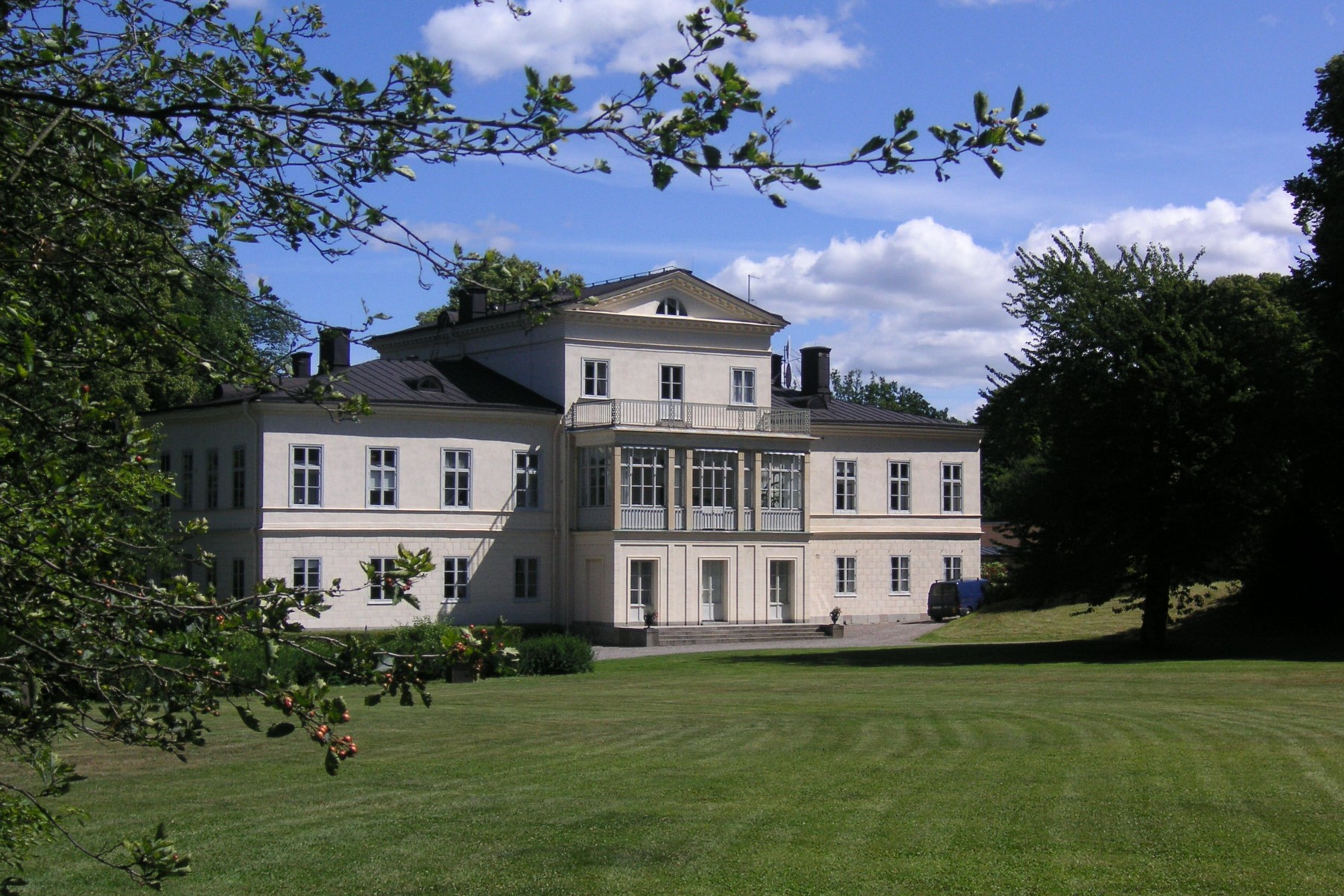
Парковый фасад дворца

С 1932 года дворец служил резиденцией принца Густава Адольфа, отца нынешнего короля Карла XVI Густава, родившегося во дворце, однако после его гибели в 1947 году опустел и был передан в 1966 году правительству Швеции, которое использовало его для размещения иностранных глав государств, прибывавших в Стокгольм с визитами.
Поместье Хага было возвращено королевской семье 23 апреля 2009 года, чтобы стать резиденцией кронпринцессы Виктории и Даниэля Вестлинга после их бракосочетания в 2010 году.